# Pseudagrion crocops
Pseudagrion crocops är en trollsländeart som först beskrevs av Selys 1876.  Pseudagrion crocops ingår i släktet Pseudagrion och familjen dammflicksländor. Inga underarter finns listade i Catalogue of Life.